# Сен-Лу-де-Фрибуа
Сен-Лу-де-Фрибуа́, Сен-Лу-де-Фрібуа (фр. Saint-Loup-de-Fribois) — колишній муніципалітет у Франції, у регіоні Нормандія, департамент Кальвадос. Населення — 182 осіб (2011).
Муніципалітет був розташований на відстані близько 175 км на захід від Парижа, 29 км на схід від Кана.

## Історія
До 2015 року муніципалітет перебував у складі регіону Нижня Нормандія. Від 1 січня 2016 року належав до нового об'єднаного регіону Нормандія.
1 січня 2017 року Сен-Лу-де-Фрибуа і Б'євіль-Кетьєвіль було об'єднано в новий муніципалітет Бель-Ві-ан-Ож.

## Демографія
Динаміка населення (INSEE ):
Розподіл населення за віком та статтю (2006):
| Стать | Всього | До 15 років | 15-24 | 25-44 | 45-64 | 65-85 | Понад 85 |
| --- | ------ | ----------- | ----- | ----- | ----- | ----- | -------- |
| Чоловіки | 99     | 21          | 8     | 25    | 16    | 21    | 8        |
| Жінки | 121    | 25          | 0     | 25    | 33    | 38    | 0        |
| \| Статево-вікова піраміда \| Статево-вікова піраміда \| Статево-вікова піраміда \| \| ----------------------- \| ----------------------- \| ----------------------- \| \| Чоловіки \| Вік \| Жінки \| \| 8 \| 85 + \| 0 \| \| 4 \| 80-84 \| 8 \| \| 13 \| 75-79 \| 13 \| \| 0 \| 70-74 \| 13 \| \| 4 \| 65-69 \| 4 \| \| 4 \| 60-64 \| 0 \| \| 8 \| 55-59 \| 17 \| \| 4 \| 50-54 \| 4 \| \| 0 \| 45-49 \| 12 \| \| 4 \| 40-44 \| 0 \| \| 21 \| 35-39 \| 8 \| \| 0 \| 30-34 \| 13 \| \| 0 \| 25-29 \| 4 \| \| 0 \| 20-24 \| 0 \| \| 8 \| 15-20 \| 0 \| \| 0 \| 10-14 \| 8 \| \| 13 \| 5-9 \| 13 \| \| 8 \| 0-4 \| 4 \| |        |             |       |       |       |       |          |
| Статево-вікова піраміда |        |             |       |       |       |       |          |
| Чоловіки | Вік    | Жінки       |       |       |       |       |          |
| 8 | 85 +   | 0           |       |       |       |       |          |
| 4 | 80-84  | 8           |       |       |       |       |          |
| 13 | 75-79  | 13          |       |       |       |       |          |
| 0 | 70-74  | 13          |       |       |       |       |          |
| 4 | 65-69  | 4           |       |       |       |       |          |
| 4 | 60-64  | 0           |       |       |       |       |          |
| 8 | 55-59  | 17          |       |       |       |       |          |
| 4 | 50-54  | 4           |       |       |       |       |          |
| 0 | 45-49  | 12          |       |       |       |       |          |
| 4 | 40-44  | 0           |       |       |       |       |          |
| 21 | 35-39  | 8           |       |       |       |       |          |
| 0 | 30-34  | 13          |       |       |       |       |          |
| 0 | 25-29  | 4           |       |       |       |       |          |
| 0 | 20-24  | 0           |       |       |       |       |          |
| 8 | 15-20  | 0           |       |       |       |       |          |
| 0 | 10-14  | 8           |       |       |       |       |          |
| 13 | 5-9    | 13          |       |       |       |       |          |
| 8 | 0-4    | 4           |       |       |       |       |          |

## Економіка
2010 року серед 105 осіб працездатного віку (15—64 років) 69 були активними, 36 — неактивними (показник активності 65,7%, у 1999 році було 68,9%). З 69 активних мешканців працювало 65 осіб (34 чоловіки та 31 жінка), безробітними було 4 (2 чоловіки та 2 жінки). Серед 36 неактивних 9 осіб було учнями чи студентами, 17 — пенсіонерами, 10 були неактивними з інших причин.

У 2010 році в муніципалітеті числилось 77 оподаткованих домогосподарств, у яких проживали 190,5 особи, медіана доходів виносила 16 827 євро на одного особоспоживача